# Colegio Comunitario Sir Arthur Lewis
El Colegio Comunitario Sir Arthur Lewis (en inglés: Sir Arthur Lewis Community College) es una institución educativa ubicada en la ciudad de Castries, capital de la isla de Santa Lucía, en el Caribe.
Su nombre rinde tributo al académico santaluciano que ganó el Premio en Ciencias Económicas en memoria de Alfred Nobel en 1979 y cuyos restos descansan en la capilla de la institución. La escuela fue fundada en 1985 y desde esa fecha se especializa en ofrecer educación vocacional y técnica en el área de agricultura, salud, pedagogía y administración de negocios. Entre sus directivos más destacados sobresale Leton Felix Thomas, el autor de la partitura del himno nacional de Santa Lucía.